# 大多和氏
大多和（おおたわ）氏は、日本の氏族。
相模国の有力御家人・三浦氏の庶流であり、相模国三浦郡大多和村（現：神奈川県横須賀市太田和）を本貫地とする。

## 概略
桓武平氏三浦氏の一族、三浦義明の子大多和義久が、領地（相模国三浦郡大多和村）の名前を名字として称したのが始まり。
義久の子義成は従兄の和田義盛の乱には、義盛に与せず北条氏について生き延びた。さらに宝治合戦で一族の三浦泰村が謀反を起こしたときも、北条時頼に従っている。また義成の孫の季盛は入野地頭（広島県東広島市河内町入野郡）に任命され、建長8年1月に松嶽城を築いた。さらに季盛の孫である八郎太郎入道は南北朝の動乱の中で南朝側に味方し、足利尊氏の命を受けた小早川実義と戦い、1354年に自刃している。
1333年に、義久の5代目の子孫の大多和義勝（六左衛門尉義行）は新田義貞の鎌倉討伐に馳せ参じてその傘下に入り、戦功を挙げた。

## 他氏族との関係
大多和氏は源頼朝が挙兵した際は三浦氏に従って頼朝に味方している。また頼朝の死後、和田義盛の乱や宝治合戦が起きた際は三浦氏を裏切り、佐原氏と共に生き残っている。しかしこの時期からの大多和氏に関する情報がほとんど残っていないが、1333年の鎌倉討伐までは執権であった北条氏に仕えたことは分かっている。また足利尊氏の執事を務めた高師直の叔父である高師義を養子に迎えるなど、一定の関係を築けていた可能性がある。そして大多和氏は建武頃までに何人もが左衛門尉などの武家官位を任命されていて、ここからも一定の立場を持っていたと考えることが出来る。さらに義遠の4代後の持高は鎌倉公方足利持氏の偏諱授与者である。

## おもな人物
- 大多和義久
- 大多和義勝
- 大多和義遠
- 大多和與四郎

## 系図
```
　
三浦義明

　　 ┃
　
大多和義久

　　 ┣━━━━━━━━━━━━━━━━━━┳━━┓
　　
義成
　　　　　　　　　　　　　　　　　
久盛
　
久村

　　 ┣━━┳━━━┳━━━━┳━━━┓　　┃
　　
義季
　
重義
　
恵義義益
　
粂久重秀
　
義胤
　
久親

　　 ┃
　　
義遠

　　 ┣━━━━━━━━━━━━━━━━━━━━┳━━┳━━┳━━┓
　　
義任
　　　　　　　　　　　　　　　　　　　
行秀
　
師義
　
義泰
　
義方

　　 ┣━━┳━━┳━━━━━━━━┳━━┓　　┃　　┃　　　　　┣━━┳━━┓
　　
義綱
　
宗義
　
義長
　　　　　　　
義武
　
義貞
　
義名
　
時義
　　　　
近明
　
宗義
　
忠明

　　 ┣━━┓　　┣━━┳━━┓　　┣━━┓
　　
義兼
　
義郷
　
行義
　
義清
　
義高
　
義顕
　
義季
```

## 脚註
1. ↑  鈴木かほる『相模三浦一族とその周辺史－その発祥から江戸期まで』（新人物往来社、2007年）より。